# Helmut Kinzel
Helmut Kinzel (* 27. Juni 1925 in Weidling bei Klosterneuburg; † 18. April 2002 in Wien) war ein österreichischer Öko- und Pflanzenphysiologe.

## Leben
Helmut Kinzel war Sohn von Max Kinzel (Bilanzbuchhalter) und seiner Frau Emma (*Sturm). Zwischen 1931 und 1935 besuchte er die Volksschule in Weidling. Anschließend besuchte er bis 1943 die Mittelschule in Klosterneuburg (bis 1938 Bundesgymnasium; danach „Oberschule, naturwissenschaftlicher Zweig“) und legte dort seine Reifeprüfung ab. Von 1. April 1943 bis 30. Juni 1943 musste er den Reichsarbeitsdienst ableisten. Anschließend wurde er zur deutschen Wehrmacht eingezogen. Er fungierte bis 15. Mai 1945 als Kanonier bei der Artillerie und leistete mehrere Einsätze in Ungarn und Italien. In den letzten Tagen vor Kriegsende geriet er in amerikanische Gefangenschaft, wurde aber nach einigen Wochen entlassen.
Im Wintersemester 1945 nahm er das Studium der Botanik und Chemie an der Universität Wien auf. Im Jahr 1951 wurde Kinzel zum Dr. phil. promoviert und nahm seine Tätigkeit als Assistent am Pflanzenphysiologischen Institut der Universität Wien auf, an dem er bis zu seiner Emeritierung 1993 wirkte. Sein Habilitationsverfahren (Habilitationsschrift: „Zur Kausalanalyse der Färbungen und Fluorochromierung der Zellmembran“) wurde im Juni 1957 abgeschlossen. Man erteilte ihm eine Lehrbefugnis an der Universität Wien für die Fächer „Anatomie und Physiologie der Pflanzen mit Einschluss biochemischer Probleme“. 1965 erfolgte die Ernennung zum außerordentlichen, 1973 zum ordentlichen Universitätsprofessor für Chemische Physiologie der Pflanzen.

## Wirken
Kinzels wissenschaftliches Interesse galt der Stoffwechselphysiologie Höherer Pflanzen in einem ökologischen und taxonomischen Gesamtzusammenhang insbesondere den Anpassungsmechanismen von Pflanzen an Extrembedingungen des Bodens, z. B. kalk-, salz- oder schwermetallhaltigen Böden. Die quantitative Analyse von osmotisch wirksamen Zellinhaltsstoffen, insbesondere Mineralstoffen, Zuckern und organischen Säuren bildeten die methodische Grundlage dieser Arbeiten. In späteren Jahren bezog er auch bodenökologische Fragen in seine Forschungsarbeiten mit ein.
Ab den Siebzigerjahren meldete sich Kinzel auch in Fragen des Umweltschutzes zu Wort und arbeitete in mehreren Kommissionen des Umweltministeriums an exponierter Stelle mit.
Sein didaktisches Talent machte ihn zu einem gesuchten Gastvortragenden an mehreren europäischen Universitäten.

## Schriften (Auswahl)
- Pflanzenökologie und Mineralstoffwechsel., Eugen Ulmer Verlag, Stuttgart 1982, ISBN 3-8001-3427-6.
- Stoffwechsel der Zelle. Die zentralen Vorgänge des Stoffwechsels mit ihren physikalisch-chemischen Grundlagen., Eugen Ulmer Verlag, Stuttgart 1989, ISBN 3-8001-2574-9.
- Auf der Suche: Gedanken eines Christen zu Fragen des ausgehenden 20. Jahrhunderts., Evangelischer Presseverband in Österreich, 2001, ISBN 978-3-85073-116-4.